# Tub cribrós
El tub cribrós a les plantes és el vas del floema format per una filera de cèl·lules separades i connectades entre elles per una placa cribrosa i especialitzat en la conducció de la saba elaborada.
Van ser descoberts pel botànic forestal Theodor Hartig l'any 1837. Són un element conductor present en especial al grup de plantes dels espermatòfits. Les cèl·lules que constitueixen els tubs cribrosos estan vives i són allargades amb parets terminals inclinades o horitzontals que es disposen continuant-se l'una a l'altra i es connecten a través dels seus extrems on es disposa la placa cribrosa. Són gruixuts i circulars i poden tenir colors diferents. Són cèl·lules que no tenen una quantitat substancial de citoplasma. La principal funció del tub cribrós és el transport, cap dalt i cap avall, de glúcids a la planta (per exemple de les fulles als fruits i arrels). Les plaques cribroses són porus que es troben a la interfície entre dos tubs cribrosos que faciliten el moviment dels líquids a la planta. Al voltant cadascun dels tubs cribrosos hi ha un mínim d'una cèl·lula acompanyant connectada per canals entre les cèl·lules (el plasmodesmata). Els tubs cribrosos no tenen nucli cel·lular, ribosomes, o vacúols, els nuclis i ribosomes de les cèl·lules acompanyants ho compensen.